# Кэнтоку
Кэнтоку (яп. 建徳 кэнтоку) — девиз правления (нэнго) японского императора Тёкэя из южной династии, использовавшийся с 1370 по 1372 год.
В Северном Дворе в этот период правил император Го-Энъю с нэнго Оан (1368—1375).

## Продолжительность
Начало и конец эры:
- 24-й день 7-й луны 25-го года Сёхэй (по юлианскому календарю — 16 августа 1370).
- 1-й день 4-й луны 3-го года Кэнтоку (по юлианскому календарю — 4 мая 1372).

## Происхождение
Название нэнго было заимствовано из 2-го цзюаня классического древнекитайского сочинения «Вэньсюань»:「建至徳以創洪業」.

## События
даты по юлианскому календарю
- 1371 год (2-й год Кэнтоку) — сёгунский военачальник Хосокава Ёриюки попытался взять резиденцию императора Южного Двора, но был отбит Вада Масатакэ[5];

## Сравнительная таблица
Ниже представлена таблица соответствия японского традиционного и европейского летосчисления. В скобках к номеру года японской эры указано название соответствующего года из 60-летнего цикла китайской системы гань-чжи. Японские месяцы традиционно названы лунами.
| 1-й год Кэнтоку (Металлическая Собака) | 1-я луна       | 2-я луна*  | 3-я луна* | 4-я луна                | 5-я луна* | 6-я луна  | 7-я луна* | 8-я луна   | 9-я луна*   | 10-я луна  | 11-я луна | 12-я луна  |               |
| 3-й год Оан                            | 1-я луна       | 2-я луна*  | 3-я луна* | 4-я луна                | 5-я луна* | 6-я луна  | 7-я луна* | 8-я луна   | 9-я луна*   | 10-я луна  | 11-я луна | 12-я луна  |               |
| -------------------------------------- | -------------- | ---------- | --------- | ----------------------- | --------- | --------- | --------- | ---------- | ----------- | ---------- | --------- | ---------- | ------------- |
| Юлианский календарь                    | 28 января 1370 | 27 февраля | 28 марта  | 26 апреля               | 26 мая    | 24 июня   | 24 июля   | 22 августа | 21 сентября | 20 октября | 19 ноября | 19 декабря |               |
| 2-й год Кэнтоку (Металлическая Свинья) | 1-я луна*      | 2-я луна   | 3-я луна* | 3-я луна (високосная) * | 4-я луна  | 5-я луна* | 6-я луна* | 7-я луна   | 8-я луна    | 9-я луна*  | 10-я луна | 11-я луна  | 12-я луна     |
| 4-й год Оан                            | 1-я луна*      | 2-я луна   | 3-я луна* | 3-я луна (високосная) * | 4-я луна  | 5-я луна* | 6-я луна* | 7-я луна   | 8-я луна    | 9-я луна*  | 10-я луна | 11-я луна  | 12-я луна     |
| Юлианский календарь                    | 18 января 1371 | 16 февраля | 18 марта  | 16 апреля               | 15 мая    | 14 июня   | 13 июля   | 11 августа | 10 сентября | 10 октября | 8 ноября  | 8 декабря  | 7 января 1372 |
| 3-й год Кэнтоку (Водяная Крыса)        | 1-я луна*      | 2-я луна   | 3-я луна* | 4-я луна*               | 5-я луна  | 6-я луна* | 7-я луна* | 8-я луна   | 9-я луна*   | 10-я луна  | 11-я луна | 12-я луна  |               |
| 5-й год Оан                            | 1-я луна*      | 2-я луна   | 3-я луна* | 4-я луна*               | 5-я луна  | 6-я луна* | 7-я луна* | 8-я луна   | 9-я луна*   | 10-я луна  | 11-я луна | 12-я луна  |               |
| Юлианский календарь                    | 6 февраля 1372 | 6 марта    | 5 апреля  | 4 мая                   | 2 июня    | 2 июля    | 31 июля   | 29 августа | 28 сентября | 27 октября | 26 ноября | 26 декабря |               |